# Joel Hastings Metcalf
| Von Metcalf entdeckte Asteroiden | Von Metcalf entdeckte Asteroiden |
| -------------------------------- | -------------------------------- |
| (525) Adelaide                   | 21. Oktober 1908                 |
| (581) Tauntonia                  | 24. Dezember 1905                |
| (599) Luisa                      | 25. April 1906                   |
| (600) Musa                       | 14. Juni 1906                    |
| (602) Marianna                   | 16. Februar 1906                 |
| (603) Timandra                   | 16. Februar 1906                 |
| (604) Tekmessa                   | 16. Februar 1906                 |
| (611) Valeria                    | 24. September 1906               |
| (620) Drakonia                   | 26. Oktober 1906                 |
| (622) Esther                     | 13. November 1906                |
| (636) Erika                      | 8. Februar 1907                  |
| (637) Chrysothemis               | 11. März 1907                    |
| (638) Moira                      | 5. Mai 1907                      |
| (645) Agrippina                  | 13. September 1907               |
| (653) Berenike                   | 27. November 1907                |
| (655) Briseïs                    | 4. November 1907                 |
| (660) Crescentia                 | 8. Januar 1908                   |
| (661) Cloelia                    | 22. Februar 1908                 |
| (662) Newtonia                   | 30. März 1908                    |
| (673) Edda                       | 20. September 1908               |
| (675) Ludmilla                   | 30. August 1908                  |
| (690) Wratislavia                | 16. Oktober 1909                 |
| (691) Lehigh                     | 11. Dezember 1909                |
| (694) Ekard                      | 7. November 1909                 |
| (695) Bella                      | 7. November 1909                 |
| (696) Leonora                    | 10. Januar 1910                  |
| (726) Joëlla                     | 22. November 1911                |
| (729) Watsonia                   | 9. Februar 1912                  |
| (736) Harvard                    | 16. November 1912                |
| (737) Arequipa                   | 7. Dezember 1912                 |
| (739) Mandeville                 | 7. Februar 1913                  |
| (740) Cantabia                   | 10. Februar 1913                 |
| (741) Botolphia                  | 10. Februar 1913                 |
| (747) Winchester                 | 7. März 1913                     |
| (755) Quintilla                  | 6. April 1908                    |
| (756) Lilliana                   | 26. April 1908                   |
| (757) Portlandia                 | 30. September 1908               |
| (767) Bondia                     | 23. September 1913               |
| (784) Pickeringia                | 20. März 1914                    |
| (792) Metcalfia                  | 20. März 1907                    |
| (1345) Potomac                   | 4. Februar 1908                  |

Joel Hastings Metcalf (* 4. Januar 1866 in Meadville, Pennsylvania; † 23. Februar 1925 in Portland, Maine) war ein US-amerikanischer Astronom.
Der Sohn von Lewis Herbert und Anna (geb. Hicks) Metcalf entwickelte im Alter von 14 Jahren ein Interesse an der Astronomie, inspiriert durch ein geliehenes Buch und zwei enge Konjunktionen der Planeten Jupiter und Mars. Er besuchte das Meadville Theological Seminar sowie die Harvard Divinity School und erwarb 1892 seinen Doktorgrad am Allegheny College. Anschließend diente er als unitarischer Geistlicher zunächst in Burlington, Vermont, später in Taunton, Massachusetts, Winchester, Massachusetts und Portland, Maine, wo er 1925 starb.
Als Amateurastronom pflegte er regelmäßigen Kontakt mit Professoren an Universitäten und Observatorien. Er entdeckte 41 Asteroiden, 5 Kometen sowie verschiedene veränderliche Sterne. Der von ihm selbst entdeckte Asteroid (792) Metcalfia wurde nach ihm benannt. 1911 wurde er in die American Academy of Arts and Sciences gewählt.
Joel H. Metcalf war mit Elizabeth S. Lockman verheiratet und hatte zwei Kinder: Herbert E. Metcalf und Rachel Metcalf Stoneham.